# Szingapúr a 2018. évi téli olimpiai játékokon
Szingapúr a dél-koreai Phjongcshangban megrendezett 2018. évi téli olimpiai játékok egyik részt vevő nemzete volt. Az országot az olimpián 1 sportágban 1 sportoló képviselte, aki érmet nem szerzett.

## Rövidpályás gyorskorcsolya
Női
| Versenyző    | Versenyszám | Előfutam | Előfutam | Elődöntő | Elődöntő | B döntő | B döntő | Döntő   | Döntő   | Helyezés |
| Versenyző    | Versenyszám | Idő      | Hely.    | Idő      | Hely.    | Idő     | Hely.   | Idő     | Hely.   | Helyezés |
| ------------ | ----------- | -------- | -------- | -------- | -------- | ------- | ------- | ------- | ------- | -------- |
| Cheyenne Goh | 1500 m      | 2:36,971 | 5.       | kiesett  | kiesett  | kiesett | kiesett | kiesett | kiesett | 28.      |